# GKデザイン総研広島
GKデザイン総研広島は、GKデザイングループのグループ会社のひとつであり、広島に拠点を置く総合デザイン会社。

## 概要
「プロダクト、コミュニケーション、都市・建築環境」の3領域をデザインの対象とする、地域企業との合弁による総合デザインオフィス。専門横断型のフレキシブルなチーム編成により、調査研究からデザインマネジメントまで幅広い領域のデザイン業務を行う。

## 主な作品
- 新交通システム　アストラムライン（1991年 - ）

車両デザイン／駅舎デザイン／総合サイン計画
- NTTクレド基町ビル公共空間サイン・VI計画（1990 - 1994年）

ネーミング／VIデザイン／総合サインデザイン
- 京阪電気鉄道（2000年 - ）

Juicer Bar／スルッとKANSAI Kカード／トータルデザイン（総合サイン計画／「風流の今様」コンセプト策定／車両デザイン／駅デザイン／ファニチュアデザイン）／アートエリアB1 他
- オオアサ電子 タワー型スピーカー Egretta TS500/TS550（2013年）

商品デザイン・ブランド開発／VIデザイン
- 広島電鉄3950形電車「Green Liner」（1997年）
- 広島電鉄5000形電車「GREEN MOVER」（1999年）
- 三菱重工業株式会社「クリスタルムーバー」（2002年）
- 富山ライトレールTLR0600形電車「ポートラム（PORTRAM）」（2006年）
- 京阪3000系電車「COMFORT SALOON」（2008年）
- 千葉都市モノレール0形電車「URBAN FLYER 0-Type」（2012年）
- 広島電鉄1000形電車「GREEN MOVER LEX」 (2013年)
- ゆりかもめ7300系電車  (2014年)
- JR西日本227系電車「Red Wing」（2014年）・「Urara」（2023年）
- 叡山電鉄700系電車「ひえい」(2018年)
- 瀬戸内海汽船「SEA PASEO」（2019年）・「SEA PASEO2」（2020年）

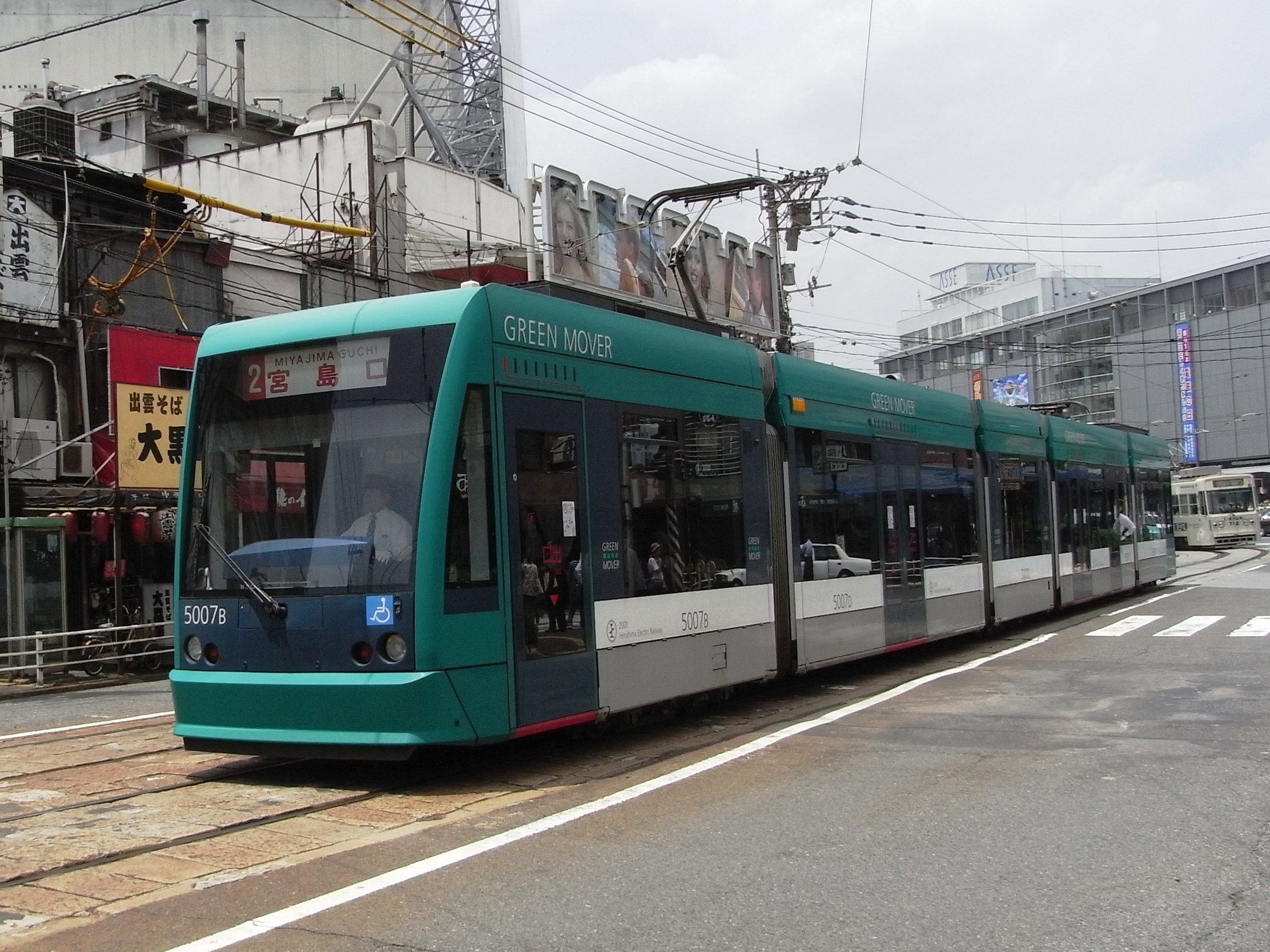
広島電鉄5000形電車
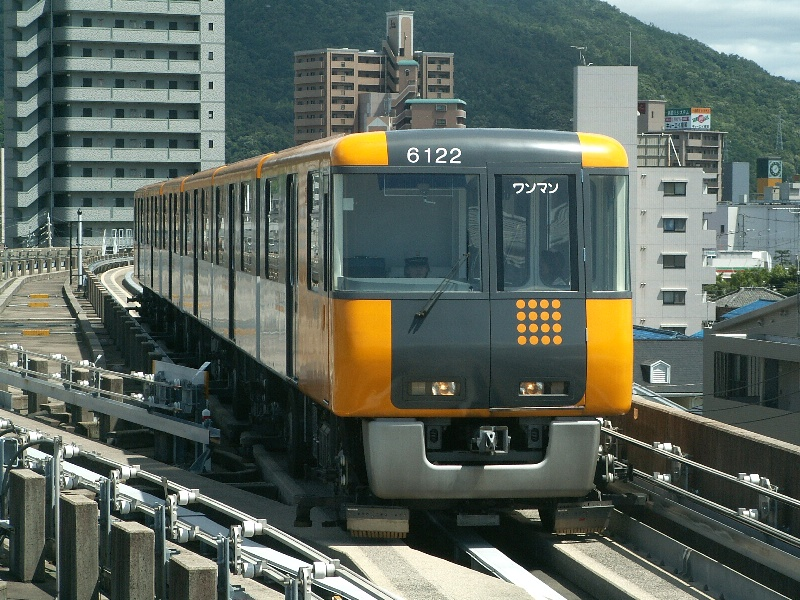
アストラムライン
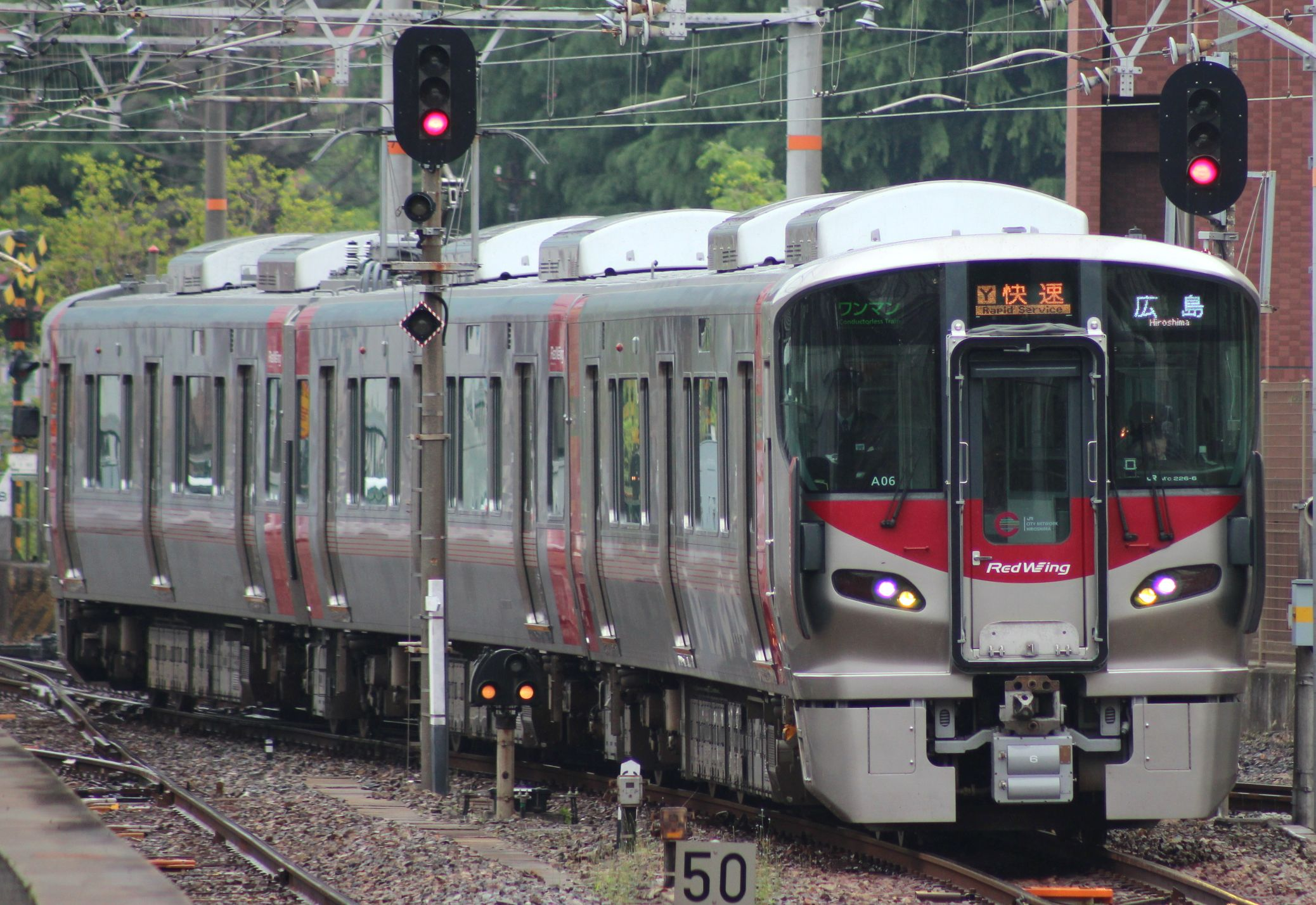
JR西日本227系電車
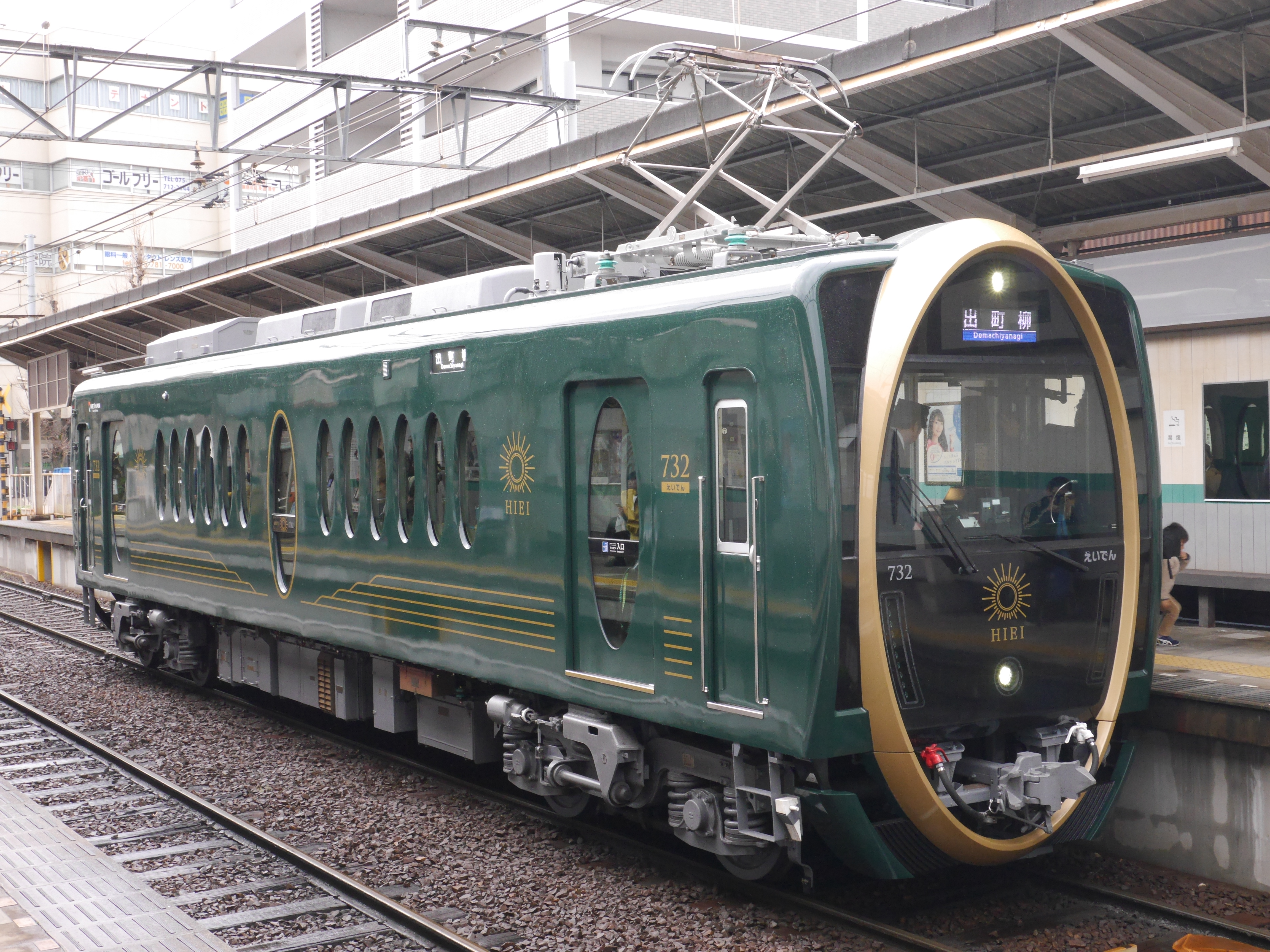
叡山電鉄「ひえい」

## 関連会社
- GKデザイングループ
- GKインダストリアルデザイン
- GK設計
- GKグラフィックス
- GKダイナミックス
- GKテック
- GK京都
- GK Design International, Inc.(LA, Atlanta)
- GK Design Europe bv（Amsterdam）
- 青島海高設計製造有限公司（QHG）
- GK上海